# Abeer Odeh
Abeer Odeh (àrab: عبير عودة, ʿAbīr ʿŪda) (Jerusalem, 17 de juliol de 1961) és una política palestina, que va ser la primera dona que va exercir com a ministra d'Economia Nacional de l'Autoritat Nacional Palestina. Ha ocupat múltiples càrrecs internacionals en els camps de les finances i l'economia.

## Educació
Odeh es va llicenciar en comptabilitat per la Universitat de Birzeit, a Cisjordània. Va rebre el seu MBA a la Kellogg School of Management de la Universitat Northwestern (1999-2001), als Estats Units. Odeh també està certificada per l'Institut Americà de Comptables Públics Certificats.

## Carrera i activisme
Odeh va ocupar múltiples càrrecs directius dins del sector privat i amb agències donants. Va treballar com a auditora en el sector públic des de 1987 fins a 1995. Odeh va treballar com a directora de projectes al Banc Mundial des del 1998 fins al 2000. Del 2001 al 2009, va treballar com a analista financera en cap de l'Agència dels Estats Units per al Desenvolupament Internacional a Cisjordània i Gaza. Va passar sis anys treballant com a directora executiva de l'Autoritat de Mercats de Capitals de Palestina, del 2009 al 2015. El 2015 va ser nomenada ministra d'Economia Nacional de Palestina, convertint-se així en la primera dona que ocupava aquest càrrec. Va exercir com a ministra tres anys. Des de 2019, és l'ambaixadora de l'Estat de Palestina a Itàlia.
Com a ministra, va presidir l'Agència Palestina de Promoció d'Inversions, l'Autoritat de Polígons Industrials i de Zones Franques i l'Institut d'Estàndards de Palestina. Odeh és una defensora dels drets palestins. Com a ambaixadora de Palestina a Itàlia, Odeh va emetre una declaració demanant suport internacional als drets palestins. En ella, va destacar els esforços pacífics de Palestina per resistir, però també va assenyalar que «és comprensible que un poble oprimit intenti exercir el seu dret a l'autodefensa».